# Jeżewo (powiat świecki)
Jeżewo (kaszb. Jéżéwò, niem. Jeschewo) – wieś kociewska w Polsce położona w województwie kujawsko-pomorskim, w powiecie świeckim, w gminie Jeżewo, przy drodze wojewódzkiej nr 272.

## Podział administracyjny i demografia
| SIMC    | Nazwa    | Rodzaj    |
| ------- | -------- | --------- |
| 0087389 | Lipienki | część wsi |
| 0087395 | Wężowiec | część wsi |

W latach 1954–1972 wieś należała i była siedzibą władz gromady Jeżewo. W latach 1975–1998 miejscowość należała województwa bydgoskiego. Miejscowość jest siedzibą gminy Jeżewo. Według Narodowego Spisu Powszechnego (III 2011 r.) liczyła 1903 mieszkańców. Jest drugą co do wielkości miejscowością gminy Jeżewo.

## Położenie geograficzne
Jeżewo leży na Pojezierzu Pomorskim. Według podziału Polski na naturalne regiony fizycznogeograficzne teren Jeżewa i okolic znajduje się w prowincji: Pojezierze Południowobałtyckie, makroregionalne: Pojezierze Południowopomorskie, mezoregionalne: Wysoczyzna Świecka (Równina Świecka), Bory Tucholskie i Kotlina Grudziądzka. Jeżewo leży 68 km od Bydgoszczy, 115 km od Bałtyku (Gdańsk-Stogi) i 275 km od Warszawy. Etnograficznie charakteryzowana wieś leży na Kociewiu.

## Historia
Jeżewo to stara kociewska wieś. Pierwsza historyczna nazwa pochodzi z 1293 r. i została zapisana jako Gesow. Następnie to: Jezew (1313 r.), Yezow (1336 r.), Gezow (1376 r.), Jezowo (1378 r.), Jezawo (1412 r.), Jeżowo (1582 r.), Jeżewo (1583 r.), Jezewo (1604 r.), niem. Jeschewo albo Jeschau.
Z wszystkich zapisów, od najdawniejszych począwszy, wyraźnie wynika, że nazwa wsi miała zawsze w zasadzie tę samą formę i jest to nazwa dzierżawcza od nazwy osobowej Jeż. Teoretycznie nie można również wykluczyć, że nazwa pochodzi od wyrazu jeż. Wtedy Jeżewo można interpretować topograficznie jako nazwę wskazującą na jeże żyjące w tej okolicy. Dzieje Jeżewa sięgają zapewne XI i XII wieku.Tradycja mówi, że któryś książę albo król założył parafię, wyłączając ją ze świeckiej'. 'Prawdopodobnie za panowania na Pomorzu Gdańskim księcia Mszczuja II (1271–1294) Jeżewo stało się własnością biskupa włocławskiego. Pierwsza wzmianka historyczna o wsi pochodzi z 1293 r. i podaje, że biskup włocławski Wisław może postawić groblę i młyn na strudze płynącej pomiędzy książęcą wsią Taszewo a biskupią Jeżewo.
W 1309 r. wieś znalazła się w granicach państwa zakonu krzyżackiego. W okresie wojny polsko-krzyżackiej z lat 1409–1411 Jeżewo uległo zniszczeniu i dewastacji. Zaginął również dokument lokacyjny wsi. W 1412 r. ówczesny sołtys Maciej Szkoda 'w obecności biskupa włocławskiego Jana zwanego Kropidło, dokonał odnowienia dokumentu lokacyjnego, według którego wieś miała 41 włók ziemi (ponad 700 ha ), jezioro i część boru. Odnowienie prawa lokacyjnego wiązało się również z tym, iż Jeżewo, być może po 1412 r. na krótko stało się stolicą dekanatu. W miejsce zniszczonego w czasie wojen kościoła w 1427 r. rozpoczęto budowę nowego, z którego mury prezbiterium przetrwały do dziś.
W czasach Rzeczypospolitej szlacheckiej (1466–1772) Jeżewo należało nadal do biskupów kujawskich. W 1582 r. wieś posiadała 47 włók (ponad 800 ha) ziemi, pięć jezior: Krukwie, Strzemiętowo, Pleśno, Ostrów i Jeżewko, obszerny las, z którego drewno sprzedawano w Świeciu. We wsi istniał młyn, szkoła, w której w 1583 r., nauczycielem był Blasimo Wolski, szpital parafialny i karczma słynąca z podawanego w niej wspaniałego wina. Praca chłopów odbywała się w ramach folwarku biskupiego, który zajmował się produkcją zbóż: żyta, jęczmienia, owsa, pszenicy oraz grochu. Część zbiorów – głównie żyta – sprzedawano w Gdańsku.
W XVII wieku wieś podupadła w wyniku wojen polsko-szwedzkich. W 1676 r. biskupi wydzierżawili Jeżewo szlachcicowi Jakubowi Dorpowskiemu. Pod koniec tego stulecia wieś wróciła do biskupów włocławskich, którzy włączyli folwark jeżewski do klucza komorskiego. Na przełomie XVII/XVIII wieku nastąpiła kolejna przebudowa kościoła parafialnego, który wyposażono w barokowe ołtarze.
We wrześniu 1772 r. Jeżewo przeszło pod zabór pruski. W rok później liczyło 146 mieszkańców. Folwark biskupi został upaństwowiony i oddany w dzierżawę dziedziczną.
W związku z rozwojem kolei w drugiej połowie XIX wieku nastąpił rozwój wsi (Jeżewo uzyskało połączenie kolejowe z Laskowicami i Grudziądzem w 1879 r.). Znacznie wzrosła liczba mieszkańców (516 osób – 1871 r., 1287 osób – 1905 r.).
Pod koniec XIX stulecia nasiliły się procesy germanizacyjne. Z inicjatywy miejscowych Niemców pobudowano szkołę ewangelicką, a w 1889 r. zapoczątkowała działalność parafia protestancka (w 1905 r. w Jeżewie żyło 233 luteranów). W 1899 r. założono straż pożarną, w trzy lata później oddano stację kolejową. W 1904 r. ukończono budowę kościoła ewangelickiego, który przetrwał do 1945 r. W odpowiedzi na politykę germanizacyjną na przełomie XIX/XX stulecia zaktywizowała się społeczność polska (ziemiaństwo, między innymi: Sas-Jaworscy, Liszkowscy, Parczewscy, duchowieństwo, ksiądz Józef Dembieński, bogate chłopstwo, między innymi: Chmielewscy, Urbańscy, Kloneccy, Erdmańscy, Boruccy), co doprowadziło do wielorakiej działalności patriotycznej. W 1907 r. we wsi powstał polski bank ludowy. W tym samym roku otwarto polską spółdzielnię, a w roku następnym powołano kółko rolnicze i koło gospodyń wiejskich (1908 r.).
25 stycznia 1920 r. wieś wróciła do Polski. W okresie międzywojennym Jeżewo rozwijało się dynamicznie. Wzrosła liczba mieszkańców do 1561 (1939 r.). Z inicjatywy księdza proboszcza Jana Burtschika w latach 1925–1926 gruntownie przebudowano kościół parafialny pod wezwaniem Trójcy Świętej w Jeżewie, którego kształt przetrwał do dziś. W 1934 r. wieś została zelektryfikowana. 9 listopada 1938 r. w obecności biskupa chełmińskiego Stanisława Okoniewskiego uroczyście poświęcono nowo wybudowany (najnowocześniejsza szkoła wiejska w województwie pomorskim) budynek szkolny. Pomysłodawcą i energicznym wykonawcą przedsięwzięcia był ówczesny kierownik szkoły, Bronisław Noga.
1 września 1939 r.wybuchła II wojna światowa. W dniach 3-4 września 1939 r. przez Jeżewo dokonywał się odwrót wojsk polskich z rejonu Borów Tucholskich, w wyniku którego we wsi i okolicach zginęło kilkudziesięciu polskich żołnierzy (spoczywają oni w mogile zbiorowej na cmentarzu parafialnym).
W okresie okupacji hitlerowskiej wieś włączono do Rzeszy Niemieckiej. Najaktywniejszych Polaków dosięgnęły prześladowania okupanta: rozstrzeliwania (Grupa, Mniszek), wywóz do obozów odosobnienia (Dachau, Oranienburg, Buchenwald, Stutthof, Potulice), wywozy w głąb Rzeszy na przymusowe roboty, wywłaszczenia polskich gospodarzy – rolników, przymusowe wcielanie do armii niemieckiej. W wyniku eksterminacji z rąk hitlerowców w latach 1939–1945 z gminy Jeżewo zginęły 73 osoby.
17.02.1945 r. do Jeżewa wkroczyli żołnierze 65 Armii Radzieckiej. Tego samego dnia NKWD przy udziale niektórych mieszkańców dokonało aresztowań Polaków, domniemanych wrogów ZSRR oraz osób sprzyjających Niemcom. Następnie pojmanych odprowadzono do Świecia, dalej do Działdowa i Iłowy, a później wywieziono w głąb Rosji Sowieckiej. Łącznie w całej gminie Jeżewo aresztowano 196 osób – 64 spośród nich straciło życie (na cmentarzu parafialnym w Jeżewie znajdują się Tablice upamiętniające mieszkańców Gminy Jeżewo – ofiar niemieckiego nazizmu 1939–1945 i ofiar sowieckiego totalitaryzmu, którzy zginęli w wyniku deportacji 1945–1946).
W okresie po II wojnie światowej nastąpił dalszy rozwój Jeżewa. Pod koniec lat pięćdziesiątych XX wieku rozpoczęto budowę 106 domów prywatnych na dawnej ziemi kościelnej, które rozciągają się na południe od linii kolejowej Laskowice-Grudziądz. W latach sześćdziesiątych wybudowano we wsi remizę strażacką (1964 r.), w miejscu rozebranego kościoła ewangelickiego, zbudowano przedszkole (1963 r.), a w latach 1962–1967 wieś wyposażono w sieć wodociągową. W kolejnych latach mieszkańcom przekazano wybudowany ośrodek zdrowia (1986 r.) i dom kultury (1988 r.).
Po 1990 r. nowe władze samorządowe realizowały kolejne inwestycje na terenie wsi, między innymi: rozbudowa szkoły podstawowej (zakończenie 1997 r.), budowa hali sportowej (2001 r.), budowa oczyszczalni ścieków i sieci kanalizacyjnej (lata 1999–2001).
W pobliżu Jeżewa, w osadzie Dąbrowa, usytuowano siedzibę Nadleśnictwa Dąbrowa (założone w 1869 r.).
W okresie powojennym Jeżewo było siedzibą władz gminnych w latach 1945–1954, następnie, siedzibą władz gromady Jeżewo (1954–1972), a z dniem 1 stycznia 1973 r. ponownie stało się siedzibą gminy. W 1992 r. w wyniku reformy administracyjnej organizacji kościelnej Jeżewo zostało stolicą dekanatu.